# جيليبردج دي الباناك
جيليبريدج دي ألباناك (بالإنجليزية: Gillebríghde Albanach)‏ (1200-1230) شاعر وصليبي اسكتلندي من القرون الوسطى. شارك مع زميله غايل مويرادهاش ألباناك في الحملة الصليبية الخامسة، التي وصلت إلى عكا في 1218 أو 1219. وفي أعقاب الجيش الصليبي الرئيسي عبر جنوب قبرص إلى دمياط؛ 
ربما كان في الحملة الصليبية حتى عام 1224 أو بعد ذلك. 
أمضى جيليبريدج الكثير من حياته في العمل كشاعر في أيرلندا، وكانت كل قصائد المدح مكرّسة للرعاة الأيرلنديين، الذي نعلم أنه اسكتلدني وذلك بسبب الإشارات إلى اسكتلندا والتي هي بلده ومكانه الأصلي ويصفها بأنها مواليد الثيران، التراث، حق الميلاد،  وكان له حوالي سبع قصائد، وخمس قصائد مدح وقصيدتين صليبيتين. 

## شعره في المدح
- كتب المدائح الباقية لاثنين من الرعاة الأيرلنديين ، دونشاد كايربريتش بريين ملك ثوموند الذي توفي عام 1242، وكاثال كرويبديدهير كونشوبهيرملك كونوت الذي توفي عام 1224.
- حلم مؤامرة إعلانية منذ زمن بعيد (رؤية رأيتها منذ بعض الوقت) - مكتوب ل دونشاد كايربريتش بريين.
- الثور الطويل من الجزء الخلفي من أيرلندا (منذ فترة طويلة وظهري نحو ايرلندا) - مكتوب ل كاثال كرويبديدهير كونشوبهير.
- سكين صديقي على سمعتي" (سكين صديقي على جانبي الأيسر) - مكتوب ل دونشاد كايربريتش بريين.
- أحضر لي قيثارة ملكي" (أحضر لي قيثارة ملكي) - مكتوب ل دونشاد كايربريتش بريين.*
- جاء الصليب الأحمر إلى كروشان (" لقد أتت اليد الحمراء إلى كروشان") - مكتوب ل كاثال كرويبديدهير كونشوبهير.

## القصائد الصليبية
- أخذ جيلي زمام المبادرة (الفتى الذي يتولى القيادة)
- قتل ، وطحن السكين الخاص بك (قاتلة ، شحذ سكينك) شحذ بمعنى اجعله حادا

## References
- Clancy, Thomas Owen (ed.), The Triumph Tree: Scotland's Earliest Poetry, 550–1350, (Edinburgh, 1998),pp. 247–57, 262-68
- MacLeod, Wilson, Divided Gaels: Gaelic Cultural Identities in Scotland and Ireland, c. 1200-1650, (Oxford, 2004)
- MacQuarrie, Alan, Scotland and the Crusades, (Edinburgh, 1997)